# Jaelin Kauf
Jaelin Kauf (Vail, 26 de septiembre de 1996) es una deportista estadounidense que compite en esquí acrobático, especialista en las pruebas de baches.
Participó en dos Juegos Olímpicos de Invierno, obteniendo una medalla de plata en Pekín 2022, en la prueba de baches, y el séptimo lugar en Pyeongchang 2018, en la misma prueba.
Ganó cinco medallas en el Campeonato Mundial de Esquí Acrobático entre los años 2017 y 2025.

## Medallero internacional
| Juegos Olímpicos   | Juegos Olímpicos           | Juegos Olímpicos  | Juegos Olímpicos   |
| Año                | Lugar                      | Medalla           | Prueba             |
| ------------------ | -------------------------- | ----------------- | ------------------ |
| 2022               | Pekín (China)              | Medalla de plata  | Baches             |
| Campeonato Mundial |                            |                   |                    |
| Año                | Lugar                      | Medalla           | Prueba             |
| 2017               | Sierra Nevada (España)     | Medalla de bronce | Baches en paralelo |
| 2019               | Park City (Estados Unidos) | Medalla de plata  | Baches en paralelo |
| 2023               | Bakuriani (Georgia)        | Medalla de plata  | Baches             |
| 2023               | Bakuriani (Georgia)        | Medalla de plata  | Baches en paralelo |
| 2025               | Engadina (Suiza)           | Medalla de oro    | Baches en paralelo |